# Цілинна балка (Пологівський район)
Цілинна балка — ботанічний заказник місцевого значення. Об'єкт розташований на території Пологівського району Запорізької області, біля села Новофедорівка.
Площа — 50 га, статус отриманий у 1999 році.